# Menachem Samuel Arnoni
Menachem Samuel Arnoni ur. jako Maniek Sztajer, znany także jako M. S. Arnoni (ur. 1 lutego 1922 w Łodzi, zm. 10 lutego 1985 w Hilversum) – filozof, aktywista polityczny, dziennikarz, rzecznik inicjatyw pokojowych, twórca i redaktor naczelny lewicowego magazynu „The Minority of One”.

## Życiorys
Podczas II wojny światowej trafił do getta łódzkiego, a następnie do Auschwitz. Ukończył studia na Uniwersytecie Monachijskim. W latach 50. XX. zamieszkał w Stanach Zjednoczonych, gdzie odbywał studia podyplomowe, m.in. na: Uniwersytecie Nowojorskim, Universitecie Wisconsin, Uniwersytecie Wirginii, specjalizując się w stosunkach międzynarodowych oraz był profesorem amerykańskich uniwersytetach. W latach 1959–1969 był redaktorem naczelnym czasopisma „The Minority of One”, na łamach którego sprzeciwiał się wyścigowi zbrojeń nuklearnych, krytykował zbrodnie wojenne oraz wyrażał obawy na temat potencjalnego konfliktu światowego. Sprzeciwiał się również wojnie w Wietnamie oraz uczestniczył teach-inach na Uniwersytecie Kalifornijskim w Berkeley w 1965. Był zaangażowany w liczne inicjatywy pokojowe, współpracując z osobami jak m.in. U Thant, Norodom Sihanouk, Hồ Chí Minh i Salvador Allende. W latach 60. przeniósł się do Izraela, gdzie pełnił funkcję doradcy rządu. W 1971 zamieszkał w Holandii, gdzie publikował na łamach czasopism, był komentatorem radiowym i redaktorem dwutygodnika międzynarodowego „In Search”. Zainspirowany własną podróżą po Polsce w latach 80. napisał autobiografię „Mother Was Not Home for Burial” (1982), na łamach której opisywał swoje przeżycia związane z Holokaustem.

### Życie prywatne
Pochodził z rodziny polskich Żydów. Jego żoną w latach 1976–1985 była holenderska kompozytorka – Tera de Marez Oyens. Arnoni był autorem tekstów do niektórych utworów żony. Zmarł w wyniku ataku serca.

## Publikacje
- Zionism as a Movement of National Liberation, Labour Zionist Movement, 1950
- Rights and Wrongs in the Arab-Israeli Conflict: To the Anatomy of the Forces of Progress and Reaction in the Middle East, Minority of One Press, 1968
- Israel and Imperialism, Labour Zionist Movement, 1970
- Arab Nationalism and the Nazis, World Labour Zionist Movement, 1970
- Post-cold War Spheres and Co-spheres of Influence and the Dilemmas of Smaller Nations, Vienna Institute for Development, 1972
- Moeder Was Niet Thuis voor Haar Begrafenis (ang. Mother Was Not Home for Burial), De Bezige Bij BV, 1982, ISBN 978-90-23408-30-7.
- „Ich klage an!”: Bericht über ein Leben nach Auschwitz, wyd. Dt. Erstausg, rororo rororo-Sachbuch, Reinbek bei Hamburg: Rowohlt, 1992 (8477), ISBN  978-3-499-18477-2